# Herzeleid
Herzeleid är Rammsteins debutalbum, släppt i september 1995. Albumet är producerat av Jacob Hellner och Carl-Michael Herlöfsson och spelades in i Polar Studios i Stockholm. Namnet Herzeleid, som är det tyska ordet för ’hjärtesorg’, kommer från de relationssvårigheter medlemmarna i bandet hade under tiden som albumet spelades in.
Det finns två versioner av musikvideon till låten "Du riechst so gut"; en från 1995 och en från 1998. Bandet kände att de ville släppa låten igen, fast i en något annorlunda version. När låten släpptes igen kallades den "Du riechst so gut '98". Låten har hämtat inspiration från boken "Parfymen - berättelsen om en mördare". Bandet Debauchery gjorde en cover av "Weisses Fleisch" på deras album Back in Blood, ifrån 2007.
Låtarna "Heirate mich" och "Rammstein" har varit med i filmen Lost Highway och låten "Heirate mich" har även varit med i ett avsnitt av TV-serien Space Ghost Coast to Coast, då tillsammans med låten "Wollt ihr das Bett in Flammen sehen". Vidare har låten "Rammstein" även varit med i filmen Celluloid Dreams. Låten "Rammstein" handlar, för övrigt, om den flygolycka som inträffade på den amerikanska militärbasen Ramstein Air Base i staden Ramstein-Miesenbach den 28 augusti 1988. Låten "Wollt ihr das Bett in Flammen sehen" kallas ibland för "Bringer" när den spelas live.
Låten "Weisses Fleisch" har pekats ut som en grund till att Columbinemassakern ägde rum. Detta grundas på att både Eric Harris och Dylan Klebold var Rammstein-fans och att låten öppnar med frasen "Du auf dem Schulhof, ich zum Töten bereit" (ungefärligt översatt till "Du på skolgården, jag är redo att döda"). Bandet svarade på anklagelserna med följande meningar:
| ”           | Medlemmarna i Rammstein uttrycker sina kondoleanser och sin sympati för alla dem som har blivit påverkade av de tragiska händelserna som ägde rum nyligen i Denver. De vill också göra det klart att inget innehåll i deras låttexter eller deras politiska ståndpunkter kan ha influerat till ett sådant beteende. Utöver detta vill bandet meddela att de själva har barn som de jämt och ständigt strävar efter att lära hälsosamma och icke-våldsamma värden till. | „ |
| – Rammstein | |   |

I musikhäftet som medföljer albumet så har låttexterna till låtarna "Das alte Leid", "Heirate mich" och "Herzeleid" översatts till franska. Enligt rykten skedde detta på grund av att bandet inte trodde att folk skulle bry sig särskilt mycket om vilket språk texterna stod på. Låttexterna är översatta av Mathilde Bonnefoy och låtarna heter följande i musikhäftet:
- "Das alte Leid" – "Le mal ancien"
- "Heirate mich" – "Épouse-moi"
- "Herzeleid" – "Maux de coeur"

På framsidan av albumet syns de sex bandmedlemmarna, barbröstade. Detta väckte en del kontroverser och vissa personer misstolkade bilden som att Rammstein försökte visa sin tillhörighet till härskarrasen. Flake tillbakavisade ryktena med följande meningar:
| ”       | Det har blivit så fånigt. Det var bara ett fotografi av oss, inte något politiskt uttryck! Den tyska median förstorar ofta sådana saker. Där var till och med en kritiker som sade att Till rullar sina r, när han sjunger, på samma sätt som Hitler brukade tala! Hur fåniga kan de bli. Vi har aldrig skrivit en politisk låt i våra liv och vi kommer förmodligen aldrig att göra det heller. Det är bara omvänd diskriminering på grund av att vi är tyskar. Kraftwerk har haft liknande påstående om sig för tjugo år sedan. Om vi vore spanska eller nederländska så hade det inte varit något problem. | „ |
| – Flake | |   |

Framsidan på albumet ändrades inför den amerikanska lanseringen. På den amerikanska utgåvan så syns istället enbart de sex bandmedlemmarnas huvuden.

## Låtlista
Alla låtar är skrivna av Rammstein.
1. "Wollt ihr das Bett in Flammen sehen" – 5:17
2. "Der Meister" – 4:08
3. "Weisses Fleisch" (ibland stavad "Weißes Fleisch") – 3:35
4. "Asche zu Asche" – 3:51
5. "Seemann" – 4:48
6. "Du riechst so gut" – 4:49
7. "Das alte Leid" – 5:44
8. "Heirate mich" – 4:44
9. "Herzeleid" – 3:41
10. "Laichzeit" – 4:20
11. "Rammstein" – 4:25